# Jimmy O
Jimmy O, nome artístico de Jimmy Jean Alexandre (Porto Príncipe, 9 de março de 1974 - 12 de janeiro de 2010), foi um artista de hip hop haitiano.
Em 12 de janeiro de 2010, aos 35 anos, Jimmy O foi esmagado dentro de um veículo que estava dirigindo, no centro de Porto Príncipe, aparentemente durante o sismo que ocorreu naquele dia.